# Oppligen
Oppligen es una comuna suiza del cantón de Berna, situada en el distrito administrativo de Berna-Mittelland. Limita al norte con la comuna de Wichtrach, al noreste con Herbligen, al este con Brenzikofen, al sur con Heimberg, y al oeste con Kiesen.
Hasta el 31 de diciembre de 2009 situada en el distrito de Konolfingen.